# Agedábia (distrito)
Agedábia (em árabe: إجدابيا; romaniz.: Ajdabiya; em italiano: Agedábia) foi um dos distritos da Líbia. Foi formado em 1983 com capital em Agedábia. Em 1987, havia 100 547 residentes e em 2001, 108 139. Em 2001, parte de seu território foi retirado para formar o distrito de Oásis. Em 2002, seu território foi incorporado ao de Oásis.